# Dominic Champagne
Pour les articles homonymes, voir Champagne.
Dominic Champagne, né le 14 janvier 1963 à Sorel, est un auteur, metteur en scène et militant écologiste québécois.

## Biographie
Dominic Champagne naît le 14 janvier 1963 à Sorel. Diplômé de l'école nationale de théâtre du Canada en écriture dramatique, il est le cofondateur et le directeur artistique du Théâtre Il Va Sans Dire. Il a été membre de plusieurs associations, regroupements et conseils d’administration dans le domaine culturel, et également professeur et conférencier, notamment à L'école nationale de Théâtre, au conservatoire d'art dramatique de Montréal, à l'Université Concordia et à l'université de Princeton.
Militant écologiste, il œuvre activement contre l'implantation de l'industrie du gaz de schiste et du pétrole au Québec. Au printemps 2012, lors du jour de la Terre, il est le maître d’œuvre d'une importante manifestation pour l'environnement, qui a rassemblé environ 300 000 personnes, profitant, bien sûr, de la plus grande mobilisation étudiante du Québec. Il sort son premier film documentaire en 2014, intitulé ANTICOSTI : la chasse au pétrole extrême. Instigateur de l'ouvrage collectif Sortir le Québec du pétrole, il est également l'un des auteurs du manifeste Élan Global qui demande un plan de sortie du pétrole au Québec ainsi que la décarbonisation de l'économie et un désinvestissement massif dans l'industrie des hydrocarbures. En 2018, il initie le Pacte pour la transition, signé par plus 286 000 personnes, par lequel les signataires s'engageaient à réduire leur empreinte écologique.

## Principales créations
Homme de théâtre, auteur et metteur en scène, Dominic Champagne a signé plusieurs œuvres pour le théâtre, la télévision, le cirque, le cinéma et l'opéra. Parmi celles-ci, notons The Beatles - Love, L'Odyssée, Cabaret Neiges Noires, Don Quichotte, Moby Dick, Paradis Perdu, Lolita, La Cité Interdite, La Répétition, Les Grands Procès, Le Plaisir croît avec l’usage, Anticosti - la chasse au pétrole extrême, Another brick in the Wall - The Opera ainsi que Varekai et Zumanity avec le Cirque du Soleil.
À la télévision, en plus de l'adaptation de plusieurs de ses pièces, il a signé de nombreuses émissions dramatiques, spectacles de variétés et événements dont la série Les Grands Procès, Le Plaisir croît avec l'usage, Tous Unis contre le SIDA, La Soirée des Masques, les spectacles de la Fête nationale du Québec, les cérémonies d'ouverture des Jeux de la Francophonie, le centenaire du Monument-National - Les Mémoires d'un fantôme (mis en scène par André Brassard) et les spectacles Salut à Léo Ferré et Félix Leclerc, homme de paroles, célébrant les vingt ans de la mort de Félix Leclerc.
Voici une liste des principales créations de Champagne (textes et mises en scène) :
- Import-export, 1988
- La Répétition, 1990
- La Cité interdite, 1991
- Cabaret Neiges Noires, 1992-1996 (écrit en collaboration)[3]
- Lolita, 1995-1996
- Don Quichotte, 1997-1998 (écrit en collaboration avec Wajdi Mouawad)
- L'Asile, 1999
- L'Odyssée, 2000-2003 (écrit en collaboration avec Alexis Martin)
- La Caverne - 2001
- Varekai, 2002
- Vacarmes, 2003 (en collaboration)
- Zumanity (conjointement avec René Richard Cyr), 2003
- Love - The Beatles, 2006
- Paradis perdu 2010
- Tout ça m'assassine (2011) - en collaboration
- Le Boss est Mort avec Yvon Deschamps
- Moby Dick (2015) avec Bryan Perro

## Autres créations pour la scène
Textes dramatiques
- Contes Urbains - Jérémie-la-Nuit, mis en scène par André Brassard, 1997;
- Contes Urbains - 38 - Shakespeare, La Mort de Falstaff, mis en scène par Guy Beausoleil, 1996;
- Les Mémoires d'un fantôme, mis en scène par André Brassard, 1994;
- Le Pacte, 2018;

Mises en scène
- Ha ha de Réjean Ducharme
- Besbouss, Autopsie d'un révolté, de Stéphane Brûlotte 2014;
- Circus Minimus de Christian Bégin, 2004;
- Hollywood (Speed-the-Plow) de David Mamet
- Toupie Wildwood de Pascale Rafie, 1987;
- En attendant Godot de Samuel Beckett, 1984;

Direction artistique
- Le Fou de Dieu, de Stéphane Brulotte, mise en scène Marc Béland (Direction artistique), 2008 ;
- Une Partie avec l'Empereur, écrit et mis en scène par Stéphane Brulotte (Direction artistique), 2010;
- Donut de Jean-François Caron (Direction artistique), 1986;
- Les Deux Gentilshommes de Vérone de Shakespeare, mis en scène Fernand Rainville (traduction), 1985

Radio
- Les Décrocheurs d'étoiles (chroniques) - FM - Radio-Canada animé par Michel Garneau
- Les Mémoires de l'oreille (réalisation Robert Blondin)

## Prix et Distinctions
Dominic Champagne est membre de l'Ordre du Canada et récipiendaire du titre de personnalité de l'année 2006 décerné par La Presse et Radio-Canada.
- 1990 - Prix du Meilleur Texte - Association des Critiques de Théâtre - La Répétition
- 1991 - Finaliste au Prix du Gouverneur général, La répétition'
- 1992 - Finaliste au Prix du Gouverneur général, La cité interdite
- 1993 - Finaliste Prix du public - Académie Québécoise du Théâtre, Cabaret Neiges Noires
- 1994 - Prix Gémeaux de la meilleure émission dramatique - Les Grands Procès - La Femme Pitre (écrit en coll. avec François Boulay)
- 1995 - Prix Gémeaux - Meilleur Texte - Émission Dramatique- Les Grands Procès - La Petite Aurore (en collaboration avec François Boulay)
- 1995 - Prix Gémeaux - Meilleure Émission Dramatique - Les Grands Procès - L'Affaire Dion
- 1995 - Golden Sheaf Award - Meilleure Émission Dramatique - Les Grands Procès - L'Affaire Dion
- 1998 - Finaliste Prix du public - Académie Québécoise du Théâtre, Don Quichotte
- 1998 - Lauréat du Masque de la meilleure Production - Académie Québécoise du Théâtre, Don Quichotte
- 1998 - Prix Gascon-Roux de la Meilleure Mise en Scène - Théâtre du Nouveau Monde, Don Quichotte
- 2001 - Finaliste pour le Masque de la meilleure Production - Académie Québécoise du Théâtre, L'Odyssée
- 2001 - Lauréat du Masque Prix du Public - Académie Québécoise du Théâtre, L'Odyssée
- 2001 - Lauréat du Masque Meilleure Adaptation - Académie Québécoise du Théâtre, L'Odyssée
- 2001 - Prix Gascon-Roux de la Meilleure Mise en Scène - Théâtre du Nouveau Monde, L'Odyssée
- 2001 - Prix Gémeaux - Meilleure Émission Dramatique - Don Quichotte
- 2001 - Prix Gémeaux - Meilleure réalisation (en collaboration avec Mario Rouleau)
- 2003 - Finaliste au New York Drama Desk Award for Unique Theatrical Experience
- 2004 - Prix Gémeaux - Meilleure réalisation : dramatique unique (en collaboration avec Pierre Séguin)
- 2006 - Personnalité de l'année du journal La Presse
- 2008 -  Membre de l'Ordre du Canada[4]
- 2011 - Prix Gascon-Roux de la Meilleure Mise en Scène - Théâtre du Nouveau Monde, HA ha...
- 2012 - Artiste pour la Paix
- 2013 - Patriote de l'Année
- 2013 - Prix Gascon-Thomas pour l'ensemble de son œuvre